# Ženska prava
Ženska prava su prava koja se traže za žene i djevojčice diljem svijeta. Izrazom se opisuje pravni, ideološki, filozofski i politički koncept prema kojem svako ljudsko biće ženskog spola, samim činom rođenja, bez obzira na porijeklo ili državljanstvo, stječe određena neotuđiva prava.  
Koncept ženskih prava je činio osnovu pokreta za ženska prava u 19. stoljeću i feminističkih pokreta tijekom 20. i 21. stoljeća. U nekim zemljama ta su prava institucionalizirana ili podržana zakonom, lokalnim običajima i ponašanjem, dok se u drugima zanemaruju i potiskuju. Ženska prava se razlikuju od širih pojmova o ljudskim pravima tvrdnjama o urođenoj povijesnoj i tradicionalnoj pristranosti prema ostvarivanju prava žena i djevojaka, u korist muškaraca i dječaka.
Pitanja koja se obično povezuju s pojmovima ženskih prava uključuju pravo na tjelesni integritet i autonomiju, na slobodu od seksualnog nasilja, na glasanje, na obavljanje javne funkcije, na sklapanje pravnih ugovora, na jednaka prava u obiteljskom pravu, na rad, poštene i jednake plaće, zagarantirana reprodukcijska prava, posjedovanje imovine i pravo na obrazovanje.
Često se uz koncept ženskih prava veže i borba za reprodukcijska prava, borba protiv diskriminacije žena te jednakost spolova.   

## Temeljni koncepti

### Pravo glasa
Tijekom 19. stoljeća neke su žene počele tražiti, zahtijevati i demonstrirati za pravo glasa – pravo sudjelovanja u svojoj vladi i donošenju zakona. Druge su se žene protivile izbornom pravu, poput Helen Kendrick Johnson, koja je 1897. godine u pamfletu "Žena i Republika" tvrdila da žene mogu postići pravnu i ekonomsku ravnopravnost bez glasa. Ideali ženskog biračkog prava razvili su se paralelno s općim pravom glasa, a danas se žensko pravo glasa smatra pravom (prema Konvenciji o uklanjanju svih oblika diskriminacije žena). 
Tijekom 19. stoljeća pravo glasa postupno je prošireno u mnogim zemljama, a žene su počele voditi kampanje za svoje pravo glasa. 1893. godine Novi Zeland postao je prva zemlja koja je ženama dala pravo glasa na nacionalnoj razini. Australija je ženama dala pravo glasa 1902. Brojne nordijske zemlje dale su ženama pravo glasa početkom 20. stoljeća – Finska (1906.), Norveška (1913.), Danska i Island (1915.). S završetkom Prvog svjetskog rata slijedile su mnoge druge zemlje – Nizozemska (1917.), Austrija, Azerbajdžan, Kanada, Čehoslovačka, Gruzija, Poljska i Švedska (1918.), Njemačka i Luksemburg (1919.), Turska (1934.) i Sjedinjene Države (1920). U Europi su žene kasnije dobile pravo glasa u Grčkoj 1952., Švicarskoj (1971. na saveznoj razini; 1959. – 1991. o lokalnim pitanjima na razini kantona), Portugalu (1976. pod jednakim uvjetima s muškarcima, s ograničenjima od 1931.), kao i u mikro-državama San Marinu u 1959., Monaku 1962., Andori 1970. i Lihtenštajnu 1984. U Kanadi je većina provincija dala pravo glasa ženama između 1917. i 1919., a nešto kasnije su to pravo dobile žene na Otoku princa Edwarda 1922., u Newfoundlandu 1925. i Quebecu 1940.U Latinskoj Americi neke su zemlje dale pravo glasa ženama u prvoj polovici 20. stoljeća – Ekvador (1929), Brazil (1932), El Salvador (1939), Dominikanska Republika (1942), Gvatemala (1956) i Argentina (1946) ). U Indiji, pod kolonijalnom vlašću, opće pravo glasa dodijeljeno je 1935. Druge azijske zemlje dale su ženama pravo glasa sredinom 20. stoljeća – Japan (1945.), NR Kina (1947.) i Indonezija (1955.). U Africi su žene općenito dobile pravo glasa zajedno s muškarcima putem općeg prava glasa – Liberija (1947.), Uganda (1958.) i Nigerija (1960.). 
U mnogim zemljama na Bliskom istoku opće biračko pravo stečeno je nakon Drugog svjetskog rata, iako je u drugim, poput Kuvajta, biračko pravo vrlo ograničeno. Dana 16. svibnja 2005., parlament Kuvajta proširio je biračko pravo ženama s 35 prema 23 glasa.

### Diskriminacija
Pokreti za ženska prava usredotočeni su na okončanje diskriminacije prema ženama. U tom smislu važna je i sama definicija diskriminacije. Prema sudskoj praksi Europskog suda za ljudska prava (ESLJP), pravo na slobodu od diskriminacije ne uključuje samo obvezu država da se na isti način odnose prema osobama koje se nalaze u sličnim situacijama, već i obvezu da se na različite načine odnose prema osobama koje se nalaze u različitim situacijama. U tom pogledu jednakost nije važna samo "jednakost". Stoga se države ponekad moraju razlikovati između žena i muškaraca – kroz, na primjer, nuđenje rodiljnog dopusta ili drugu pravnu zaštitu koja se odnosi na trudnoću i porođaj (kako bi se uzela u obzir biološka stvarnost reprodukcije) ili kroz priznavanje specifičnog povijesnog konteksta. Na primjer, djela nasilja koja su muškarci počinili nad ženama ne događaju se u vakuumu, već su dio društvenog konteksta: u predmetu Opuz protiv Turske, ECHR je definirao nasilje nad ženama kao oblik diskriminacije žena; ovo je također stav Konvencije Vijeća Europe o sprečavanju i borbi protiv nasilja nad ženama i nasilja u obitelji (Istanbulska konvencija) koja u članku 3. kaže da se "nasilje nad ženama" shvaća kao kršenje ljudskih prava i oblik diskriminacije žena [...] ".
Postoje različita stajališta o tome gdje je prikladno razlikovati žene i muškarce, a jedno je stajalište da je čin spolnog odnosa čin u kojem se ta razlika mora priznati, kako zbog povećanog fizičkog rizika za ženu, i zbog povijesnog konteksta da su žene sustavno podvrgnute prisilnom spolnom odnosu dok su bile u društveno podređenom položaju (osobito u braku i tijekom rata). Države se također moraju razlikovati u pogledu zdravstvene zaštite osiguravajući da se zdravlje žena – osobito u pogledu reproduktivnog zdravlja, poput trudnoće i poroda – ne zanemari. Prema Svjetskoj zdravstvenoj organizaciji "Diskriminacija u zdravstvenim ustanovama ima mnogo oblika i često se očituje kada se pojedincu ili skupini onemogući pristup zdravstvenim uslugama koje su inače dostupne drugima. Do toga može doći i uskraćivanjem usluga koje su samo potrebne određene grupe, poput žena. " Odbijanje država da priznaju posebne potrebe žena, kao što je nužnost posebnih politika, poput snažnog ulaganja država u smanjenje smrtnosti majki, može biti oblik diskriminacije. U tom smislu, liječenje žena i muškaraca na sličan način ne funkcionira jer određeni biološki aspekti, poput menstruacije, trudnoće, poroda, poroda, dojenja, kao i određena medicinska stanja, utječu samo na žene. Odbor za uklanjanje diskriminacije žena utvrđuje u svojoj Općoj preporuci br. 35 o rodno uvjetovanom nasilju nad ženama, ažurirajući opću preporuku br. 19 prema kojoj bi države trebale „Preispitati rodno neutralne zakone i politike kako bi se osiguralo da oni ne stvaraju ili nastavljaju postojeće nejednakosti te ih ukidaju ili mijenjaju ako to učine " (stavak 32.). Drugi primjer rodno neutralne politike koja šteti ženama je ta gdje se lijekovi testirani u medicinskim ispitivanjima samo na muškarcima koriste i na ženama pod pretpostavkom da nema bioloških razlika.

### Reproduktivna pravda
Reproduktivna prava predstavljaju široki pojam koji može uključivati neka ili sva od sljedećih prava: pravo na zakonit ili siguran pobačaj, pravo na kontrolu reproduktivnih funkcija, pravo na pristup kvalitetnoj reproduktivnoj zdravstvenoj zaštiti te pravo na obrazovanje i pristup kako bi se učinio reproduktivni izbor bez prisile, diskriminacije i nasilja. Reproduktivna prava mogu se shvatiti i kao obrazovanje o kontracepciji i spolno prenosivim infekcijama. Reproduktivna prava često se definiraju tako da uključuju slobodu od sakaćenja ženskih spolnih organa (FGM), te prisilni pobačaj i prisilnu sterilizaciju. Istanbulska konvencija priznaje ta dva prava u članku 38. – Sakaćenje ženskih spolnih organa i članku 39. – Prisilni pobačaj i prisilna sterilizacija.
Reproduktivna prava shvaćaju se kao prava muškaraca i žena, ali se najčešće unapređuju kao prava žena. 
Šezdesetih godina prošlog stoljeća aktivistkinje za reproduktivna prava promicale su pravo žena na tjelesnu autonomiju, a ti su društveni pokreti u sljedećim desetljećima u mnogim zemljama doveli do legalnog pristupa kontracepciji i pobačaju.

#### Pobačaj
Reproduktivna prava žena mogu se shvatiti kao uključivanje prava na lak pristup sigurnom i zakonitom pobačaju. Zakoni o pobačaju razlikuju se od potpune zabrane (Dominikanska Republika, El Salvador, Malta, Nikaragva, Vatikan) do zemalja poput Kanade, gdje nema zakonskih ograničenja. U mnogim zemljama u kojima je pobačaj zakonom dopušten, žene mogu imati samo ograničen pristup uslugama sigurnog pobačaja. U nekim zemljama pobačaj je dopušten samo radi spašavanja života trudnice ili ako je trudnoća posljedica silovanja ili incesta. Postoje i zemlje u kojima je zakon liberalan, no u praksi je vrlo teško napraviti pobačaj jer većina liječnika ima prigovor savjesti. Činjenica da je u nekim zemljama u kojima je pobačaj legalan de facto vrlo teško imati pristup jednom, kontroverzna je; UN je u svojoj rezoluciji iz 2017. o pojačanju napora za sprečavanje i uklanjanje svih oblika nasilja nad ženama i djevojčicama: nasilje u obitelji pozvalo države da jamče pristup "sigurnom pobačaju tamo gdje su takve usluge dopuštene nacionalnim zakonom".
Odbor za uklanjanje svih oblika diskriminacije smatra kriminalizaciju pobačaja "kršenjem spolnog i reproduktivnog zdravlja i prava žena" i oblikom "rodno uvjetovanog nasilja"; stavak 18. Opće preporuke br. 35 o rodno uvjetovanom nasilju nad ženama, u ažuriranju opće preporuke br. 19 navodi se: „Kršenje spolnog i reproduktivnog zdravlja i prava žena, poput prisilnih sterilizacija, prisilnog pobačaja, prisilne trudnoće, kriminalizacije pobačaja, uskraćivanja ili odgađanja sigurnog pobačaja i skrbi nakon pobačaja, prisilnog nastavak trudnoće, zlostavljanja žena i djevojčica koje traže informacije, proizvode i usluge o spolnom i reproduktivnom zdravlju, oblici su rodno uvjetovanog nasilja koje, ovisno o okolnostima, se izjednačavaju s mučenjem i okrutnim, nečovječnim ili ponižavajućim postupanjem. "[ Ista Opća preporuka također poziva zemlje u stavku 31. da [...] ukinu: a) odredbe koje dopuštaju, toleriraju ili odobravaju oblike rodno uvjetovanog nasilja protiv žena, uključujući [...] zakonodavstvo koje kriminalizira pobačaj ".
Prema Human Rights Watchu, "Pobačaj je vrlo emocionalna tema i izaziva duboko uvriježena mišljenja. Međutim, jednak pristup sigurnim uslugama pobačaja prije svega je ljudsko pravo. Tamo gdje je pobačaj siguran i zakonit, nitko nije prisiljen imati jedan. Tamo gdje je pobačaj nezakonit i nesiguran, žene su prisiljene zadržati neželjenu trudnoću ili pretrpjeti ozbiljne zdravstvene posljedice, pa čak i smrt. Približno 13% materalnog mortaliteta u svijetu može se pripisati nesigurnom pobačaju – između 68.000 i 78.000 smrtnih slučajeva godišnje. Prema Human Rights Watchu, "uskraćivanje prava trudnice na neovisnu odluku o pobačaju krši ili predstavlja prijetnju širokom rasponu ljudskih prava." Međutim, iako žene umiru od nesigurnog pobačaja, legalizacija pobačaja također se smatra kršenjem ljudskih prava jer zakida nerođenu djecu i oduzima im pravo na život. Potrebno je težiti rješenjima koja štite majku od smrti pri porodu (npr. psihološka i fiziološka podrška tijekom i nakon trudnoće), a da se istovremeno radi na prevenciji kako bi se izbjegavale situacije u kojima dolazi do potrebe za pobačajem. Prema Svjetskoj zdravstvenoj organizaciji, u svijetu se u razdoblju od 2010. do 2014. u prosjeku godišnje dogodilo 56 milijuna pobačaja. Žene Afroamerikanke imaju 5 puta veću vjerojatnost da će pobaciti, u odnosu na bjelkinje.

## Vanjske poveznice
Odbor za uklanjanje svih oblika diskriminacije žena